# Семенов Григорій Михайлович
Григорій Михайлович Семенов (рос. Григо́рий Миха́йлович Семёнов; 13 [25] вересня 1890 — 30 серпня 1946) — козачий отаман, діяч Білого руху в Забайкаллі і на Далекому Сході, генерал-лейтенант Білої армії.

## Походження та освіта
Народився в караулі Куранжа, Дурулгуївської станиці Забайкальського козачого війська (нині село в Ононському районі Забайкальського краю ).
Батько - Михайло Петрович Семенов (пом. 1911), забайкальський козак.
Мати - Євдокія Марківна (пом. 1920), до шлюбу Нижегородцева, із старообрядців.
Початкову освіту здобув у двокласному училищі у Могойтуї Акшинського району. Вільно розмовляв монгольською та бурятською, надалі в еміграції вивчив та говорив англійською.
У 1908-1911 роках навчався в Оренбурзькому козацькому юнкерському училищі, після закінчення якого отримав похвальний лист начальника училища та чин хорунжого.

## Початок служби
З серпня 1911 року Григорій Семенов - хорунжий 1-го Верхньоудинського полку. Проходив службу у військово-топографічній команді у Зовнішній Монголії, де робив маршрутні зйомки. Налагодив добрі стосунки з монголами, котрим переклав з російської «Статут кавалерійської служби російської армії». Близько зійшовся з найбільш видатними представниками монгольського суспільства і навіть взяв певну участь у підготовці та здійсненні Монгольської національної революції, внаслідок якої 11 грудня 1911 року було проголошено незалежність Зовнішньої Монголії від Імперії Цін.
У 1911-1912 був відряджений до 2-ї Забайкальської батареї. 19 квітня 1913 року відряджається в 1-й Читинський полк. 20 грудня 1913 року Семенов переводиться в Приамур'я, в 1-й Нерчинський полк, де опинився в одній частині з  бароном Романом фон Унгерн-Штернбергом та бароном бароном Петром Врангелем - командиром полку.

## Перша світова війна та революція
З початком Першої світової війни Семенов на фронті, у складі 1-го Нерчинського полку. В кінці вересня 1914 Уссурійська бригада, куди входив полк, прибула під Варшаву. У перші місяці війни він був нагороджений орденом Святого Георгія IV ступеня за подвиг, здійснений 11 листопада 1914 року (відбив захоплений ворогом прапор свого полку і табір Уссурійської бригади).

26 грудня 1916 року удостоєний Георгіївської зброї за те, що 2 грудня 1914 року на чолі козачого підрозділу першим увірвався в зайняте німцями місто Млава. З 10 липня 1915 року Семенов обіймав посаду полкового ад'ютанта. Барон Петро Врангель, на той час командир Нерчинського козачого полку, у своїх спогадах дав йому наступну характеристику Врангель П. Н. Записки. - Кн. I., гол. I. — цит. по Білий рух. Електронна бібліотека Дискавері (DVD) — Москва: ІДДК ГРУП, 2003.</ref>:
Семенов, природний забайкальський козак, щільний кремезний брюнет, на час прийняття мною полку, був полковим ад'ютантом і на цій посаді прослужив при мені місяці чотири, після чого був призначений командиром сотні. Жвавий, тямущий, з характерною козацькою кмітливістю, відмінний строй, хоробрий, особливо на очах начальства, він умів бути дуже популярним серед козаків і офіцерів. Негативними властивостями його були значна схильність до інтриги та нерозбірливість у засобах задля досягнення мети. Недурному і спритному Семенову не вистачало ні освіти (він скінчив важко військове училище), ні широкого кругозору, і я ніколи не міг зрозуміти, яким чином він міг висунутися згодом на перший план громадянської війни.
На початку 1916 року Семенов прийняв командування над 6 сотнею Нерчинського полку. Наприкінці цього року за клопотанням перейшов у 3-й Верхнеудинский полк, що у Персії, куди прибув січні 1917 року. Воював на Кавказі, потім у складі дивізії Левандовського здійснив похід у перський Курдистан. Незабаром отримав звання осавула.

## Після присяги Тимчасовому уряду
Після повернення з Персії, перебуваючи на Румунському фронті, Семенов звернувся з доповідною запискою на ім'я військового міністра Олександра Керенського, в якій запропонував сформувати в Забайкаллі окремий Монголо-Буратський кінний полк і привести його на фронт з метою "пробудити совість російського солдата, у якого живим докором були б ці інородці, що борються за російську справу". У травні 1917 року Семенов повернувся в 1-й Нерчинський полк, де його обирають делегатом на 2-ге Коло Забайкальського козачого війська, плановане на серпень у Читі. У червні 1917 року призначений комісаром Тимчасового уряду з формування добровольчих частин із монголів та бурятів у Забайкальській області.

## Громадянська війна
Після Жовтневого перевороту Семенов, маючи дозвіл не лише від Тимчасового уряду, а й від Петроградської Ради робітничих і солдатських депутатів, продовжував формувати в Забайкаллі кінний Бурятсько-монгольський козачий загін. Але в загін він приймав усіх - монголів, бурятів, росіян та інших.
18 грудня 1917 року на станції Маньчжурія він роззброїв і розпустив дезорганізовані частини російської армії, що знаходилися в смузі відчуження Китайсько-Східної залізниці (КВЖД) (720-а ополченська дружина, залізнична рота, частини охорони, частини охорони, Маньчжурська міська рада із соціалістичними поглядами). Потім, долаючи опір генерала Дмитра Хорвата (керуючий КВЖД від імені Росії в Маньчжурії), що зайняв вичікувальну позицію, і китайської влади, Семенов поповнив і добре озброїв свій загін у 559 осіб, і 29 січня 1918 вторгся в Даурію - східну частину Забайкалля.
Так утворився один із перших фронтів громадянської війни — Даурський. Однак, під натиском загонів червоногвардійців, що складалися з робітників забайкальських гірських заводів, залізничників і колишніх полонених солдатів чехословацького корпусу під командуванням Сергія Лазо, 1 березня 1918 Семенов був змушений відступити в Маньчжурію.

### Повстаннязабайкальського козацтвапроти більшовиків

р. М. Семенов (у першому ряду третій ліворуч) та отаман Сибірського козачого війська П. П. Іванов-Рінов (сидить у центрі) у групі однодумців

Одночасно розпочалося повстання забайкальського козацтва проти більшовиків у прикордонних з Маньчжурією станицях по річках Аргунь та Онон. До травня, поповнившись козаками, що повстали, війська Семенова (7000 багнетів і шабель) підійшли до Чити. Але місцеві більшовицькі ради, стягнувши звідусіль сили, відбили наступ козаків і перейшли в контрнаступ. На фронт у район Адріанівки стали прибувати червоногвардійські загони залізничників станцій Чита І та Хилок, гірників Чернівських та Арбагарських копалень. Колишні військовополонені угорці організували міжнародний червоногвардійський загін. Олександрівський завод вислав загін у 300 бійців на чолі з П. М. Журавльовим, який згодом став керівником партизанського руху в Забайкаллі і першим командувачем Східно-Забайкальським партизанським фронтом. Надіслали свої загони також селища Унда – 400 бійців, Ломовський – 250, Нерчинськ та Нерчинський завод – 360, Акша – роту червоногвардійців. Робітники Читинських залізничних майстерень обладнали для Даурського фронту бронепоїзд. Насильницькі мобілізації та знущання семенівців викликали зростання партизанського руху серед селянства та найбіднішого козацтва. У селищах та станицях Курунзулай, Онон-Борзя, Ложнікове, Кударіно, Нижньо- та Верхньо-Гірюніно та Ольдонда 17 квітня сформувався перший партизанський кавалерійський полк у 680 шабель. У 20-х числах квітня селища Копунь, Зоргол та Газімурський завод виставили свої загони загальною чисельністю до 1400 осіб. Ці загони об'єдналися у бригаду "Коп-Зор-Газ". На початку травня 1918 року на станцію Адріанівку стали прибувати загони Червоної гвардії з Амурської області та із Західного Сибіру (з Омська), забезпечені артилерією. Прибув 1-й Далекосхідний соціалістичний загін, сформований з матросів та портових робітників Владивостока, Благовіщенська, Хабаровська. Загін налічував до тисячі бійців і мав артилерію. На чолі загону стояли більшовики Ст. А. Бородавкін  та М. І. Губельман . План наступу розробив командувач Даурського фронту С. Г. Лазо разом із начальником штабу, колишнім лейтенантом Амурської військової флотилії Ст. І. Радигіним.
Почавши наступ 15 травня 1918 року, загони Червоної гвардії у кількох великих боях завдали семенівцям поразки у населених пунктів Бурятська, Могойтуй, Ага, Олов'яна. Після втрати Олов'яної Семенов мав намір закріпитися правому березі річки Онон. Але червоногвардійські загони 27 травня перейшли у наступ. Кинувши все, що вдалося вивезти з Олов'яної — артилерію, кулемети та близько 240 поранених, Семенівці поспішно відступили до станції Мацієвської. Війська Даурського фронту переслідували їх і 19 липня після запеклого бою опанували Мацієвську. Відступивши до маньчжурського кордону, залишки семенівських загонів закріпилися в районі 86-го та 87-го роз'їздів. Користуючись близькістю кордону та підтримкою китайської влади, Семенівці здійснювали вилазки на радянську територію. Складність їх ліквідації полягала в тому, що при спробі настання червоногвардійських загонів вони одразу йшли за кордон. Для ліквідації семеновців Лазо наприкінці липня 1918 року організував зведений загін із кількох сотень 1-го Аргунського козачого полку та Міжнародного загону. В одну з липневих ночей червоногвардійці безшумно підійшли до табору противника і, пустивши в хід багнети і приклади, ліквідували більшу частину загону Семенова. Вцілілі сім'янівці, кинувши майно та спорядження, бігли до Маньчжурії. 27 липня війська Даурського фронту зайняли станцію Маньчжурія. З китайською делегацією, надісланою для переговорів, Лазо уклав угоду, за якою китайська влада зобов'язалася роззброїти сім'янів і більше не допускати переходу ними радянського кордону. Цього зобов'язання китайці під тиском Японії не виконали .
Бої між залишками загонів Семенова, що діяли з китайської території, і червоними загонами в Забайкаллі тривали й у серпні 1918 року, коли Семенову за підтримки інтервентів і бунтівних частин Чехословацького корпусу вдалося завдати поразки більшовикам, і 28 серпня захопити Читу.
У Читі за розпорядженням Семенова було створено військове училище для юнкерів.
Наказом по Сибірській армії від 10 вересня 1918 Семенов був призначений командиром 5-го Приамурського армійського корпусу. Після перевороту 18 листопада 1918 спочатку не визнав А. В. Колчака Верховним правителем, за що наказом від 1 грудня того ж року був знятий з посади. 8 грудня Семенов створив під своїм командуванням Окрему Східно-Сибірську армію у складі 1-го Окремого Східного козачого, 5-го Приамурського та Тубільного кінного корпусів. Виконуючим посаду начальника штабу армії був призначений полковник Л. В. Веріго. Чисельність армії навесні 1919 року становила від 8 до 10 тис. людина, включаючи до 5 тис. забайкальських козаків . Створення армії було визнано Колчаком.

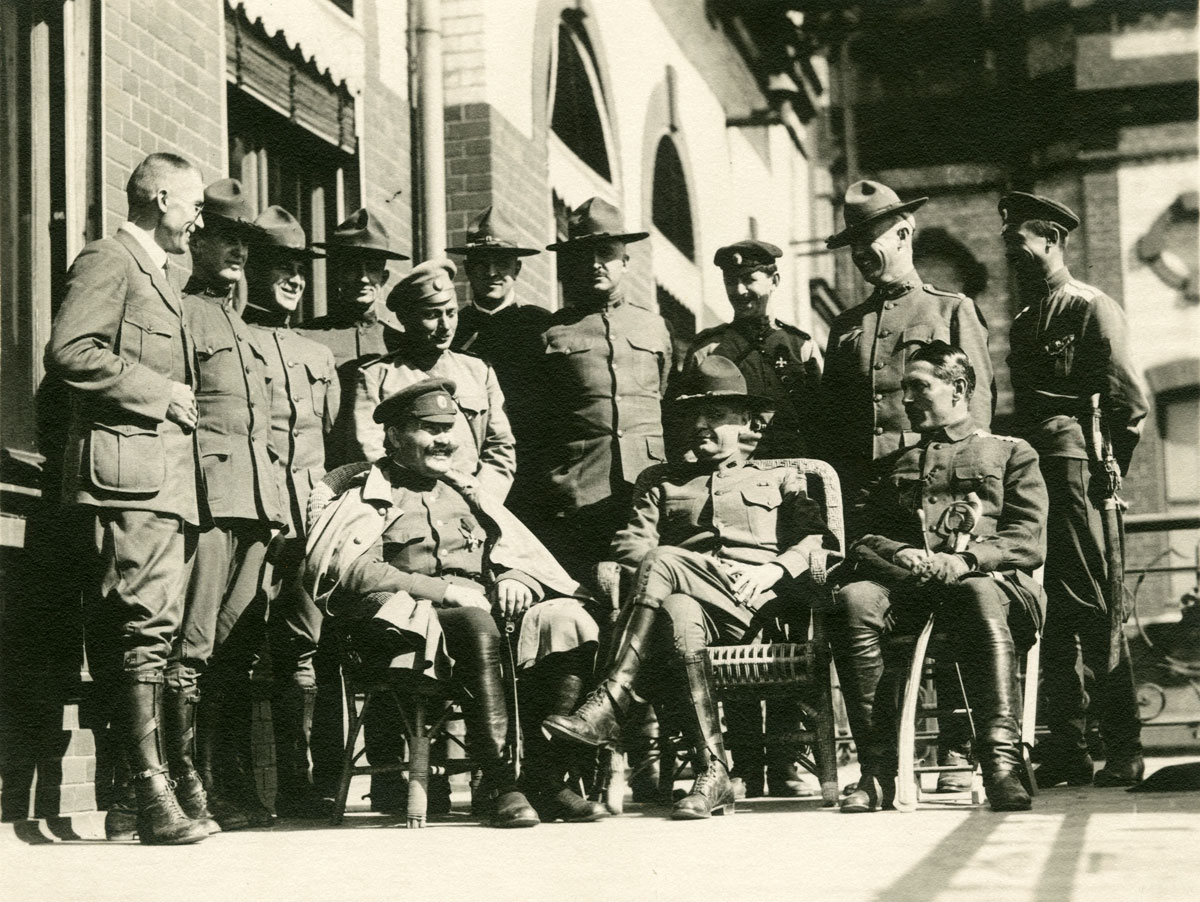
Отаман Г. М. Семенов із представниками американської місії. Владивосток, 1918

Фактично з кінця 1918 отаман Семенов, який вважав себе правителем Забайкалля, перебував у безперервному конфлікті з Верховним правителем адміралом Колчаком, який за невиконання наказів 1 грудня 1918 зняв Семенова з усіх посад. Семенов наказом не підкорився і відмовився взагалі визнавати владу Колчака. Через кілька місяців цей конфлікт був улагоджений, але він вплинув на поразку Білої справи в Сибіру. Самі учасники білого руху в Сибіру зазначали, що «сибірська отаманщина» не тільки завдала величезної шкоди білій справі, а й стала однією з причин розвалу білого фронту в Сибіру в другій половині 1919 року. 9 травня 1919 року третім Військовим колом Г. М. Семенов обраний військовим отаманом Забайкальського козачого війська. За угодою з отаманами Амурським та Уссурійським він прийняв посаду Похідного отамана Забайкальців, Амурців та Уссурійців зі штабом на станції Даурія Забайкальської залізниці.
Число осіб, страчених семенівцями в Забайкаллі, невідоме. Американський генерал Вільям Грейвс у своїй доповіді повідомляв, що війська Семенова несуть відповідальність за вбивство 40 тисяч осіб . Найбільші місця ув'язнення розташовувалися на станції Даурія, де було розквартировано війська барона Роман фон Унгерн-Штернберга, що номінально підпорядковувався Семенову, і Маккавеєво, І. Тірбах.

У серпні 1919 року за розпорядженням Головного управління місцями ув'язнення Тимчасового сибірського уряду для розміщення політичних ув'язнених  які перебували у в'язницях міст Уралу та Західного Сибіру, у Троїцькосавську (колишня назва Кяхти) була створена «Троїцькосавська тимчасова в'язниця». У Троїцькосавській тимчасовій в'язниці перебували ув'язнені з Олександрівської каторжної в'язниці, Бійської, Золотоустівської, Красноуфимської, Кунгурської, Пермської, Тобольської, Челябінської та інших в'язниць, більшовики, комуністи в Троїцькосавську, південному Прибайкаллі та місцеві жителі. Масове знищення ув'язнених (близько 1500 осіб) у період з 24 грудня 1919 р. по 10 січня 1920 року отримало назву «Троїцькосавської трагедії». За два дні, 1 і 5 січня 1920 року, було розстріляно 481 особу. У липні 1920 року на станції Адріанівка семенівцями було розстріляно близько 1500 осіб з числа полонених червоногвардійців, партизанів, а також мирного населення, включаючи жінок, старих і дітей - за наказом Семенова розстрілу підлягали не тільки заручники, але також члени сімей. Сам Семенов ставився до цього так:
…в умовах зароджуваної громадянської війни, будь-яка м'якотілість і гуманність мають бути відкинуті.

### СтворенняРосійської Східної Окраїни (РВО)
Указом Верховний правителя Олександра Колчака від 4 січня 1920 р. Григорію Семенову було передано (до отримання вказівок від призначеного Верховного правителя Антона Денікіна ) «вся повнота військової та громадянської влади по всій території Російської Східної Окраїни (РВО), об'єднаної російської верховної владою».
Після розстрілу Колчака Забайкалля на період з січня по листопад 1920 став останнім оплотом білого руху в Сибіру. На початку 1920 генерал-лейтенант Григорій Семенов очолив читинський уряд Російської Східної Окраїни (РВО).
У лютому 1920 залишки частин Володимра Каппеля під командуванням Сергія Войцеховського з'єдналися з військами Григорія Семенова. 20 лютого 1920 року у Забайкаллі Верховний Головнокомандувач Східним фронтом Григорій Семенов із трьох корпусів військ Східного фронту Російської армії сформував Далекосхідну армію.

З лютого по серпень 1920 Читинським відділенням Держбанку за вказівкою Семенова були випущені грошові знаки в 100 і 500 рублів, що отримали назву «горобці» і «голубки» (за характерними кольорами друку). В умовах галопуючої інфляції та зростання цін приймалися населенням ці грошові знаки погано. Згодом вони були анульовані Далекосхідною республікою (ДВР) на підставі законів 1920 та 1921 років.

Орден св. Георгія Особливого Маньчжурського загону Г. М. Семенова

Раніше вважалося, що саме в 1920 році наказом Г. М. Семенова були засновані Георгіївська медаль, Георгіївський хрест (солдатський) та орден Св. Георгія Особливого Маньчжурського загону (офіцерський), якими нагороджувалися за хоробрість, виявлену в боях з більшовиками. Проте, все ж таки, заснування даних нагород відбулося раніше, оскільки одне з перших нагороджень Орденом Святого Георгія Особливого Маньчжурського Загону відбулося 13 грудня 1918 (наказ № 47, нагороджений під'єсаул Торчинов), а перше нагородження солдатським Георгіївським хрестом 1919 (наказ № 157, нагороджений гарматний навідник Анатолій Петров). Спочатку, литі Георгіївські хрести та медалі виготовлялися у Читі та Владивостоці, а пізніше і в еміграції (Харбіні та Шанхаї (Китай)). Частково Георгіївські хрести ОМО робилися переробкою, гравіюванням малюнка, на старих хрестах періоду Російської Імперії та Тимчасового уряду.

### Поразка військ Семенова
З квітня по жовтень 1920 року війська під командуванням Семенова вели запеклі бої з Народно-революційною армією  Далекосхідної республіки (ДВР). Дисципліна в семенівській армії почала падати, восени 1920 року від Семенова пішов його головний сподвижник, барон Роман фон Унгерн-Штернберг. Отаман видав наказ, у якому говорилося: 
«Командувач кінно-азійської дивізії генерал-лейтенант барон фон Унгерн-Штернберг останнім часом не погоджувався з політикою головного штабу. Оголосивши свою партизанську дивізію, він пішов у невідомому напрямку. З цього числа ця дивізія виключається зі складу довіреної мені армії, і штаб надалі знімає з себе будь-яку відповідальність за її події».
Після завзятих боїв з більшовиками залишки загонів Семенова під тиском переважаючих сил Народно-революційної армії Далекосхідної республіки (ДВР) 22 жовтня 1920 залишили Читу і відступили з Забайкалля в Маньчжурію. Сам Семенов, кинувши залишки своєї армії, утік із Чити на аероплані. Залишки його загонів і загонів Унгерна  частоково розсіялися або залишилися в Монголії, частиною Китайсько-Східною залізницею добралися до Харбіна, і навесні 1921 перебралися в Примор'я, де брали участь у боях з більшовиками на стороні Приамурського краю (уряду братів Меркулових). Сам Семенов з'явився у Харбіні на початку листопада 1920 року, за три тижні до приходу туди ешелонів із залишками його загонів. 21 листопада Семенов зустрівся з начальником тилу своєї армії генерал-майором П.П. Поволзького. Генерал-майор В. М. Молчанов  відкрито звинувачує його в боягузтві і відмовляється далі підкорятися.
Намагаючись зберегти контроль над військами та усунути від командування генералів Смоліна та Молчанова Семенов видає накази № 700/а, 703/а, 705/а від 25, 28 та 30 листопада 1920 року, в яких усі штаби та установи Далекосхідної армії були оголошені розформовано які перебували у стані реорганізації, але його ніхто вже не слухає. Наприкінці травня 1921 року Семенов в Японії зустрічається з колишнім військовим агентом (аташе) Російської Імперії в Японії генералом М. П. Підтягіним і послом Д. І. Абрикосовим  і пред'являє вимогу передачі йому грошей і золота, які прямували на закупівлю спорядження для армії Колчака та його загонів у Забайкаллі, але отримає лише 338 тис. єн. Після цього Семенов на пароплаві вирушає до Владивостока, з надією очолити війська Приамурського земського краю, в яких служило багато козаків із Забайкалля. Але в порту Владивостока козаки впізнали його, пригадали втечу з Чити і навіть не дали можливості зійти на берег . За іншими даними, йшла звичайна інтрига з боку деяких «капелівських» генералів та боротьба за владу. Брати Меркулови отримали гроші від Семенова і після цього зробили все можливе, щоб не підкорятися йому. Фінансові махінації братів Меркулових також послужили докором з боку «білоповстанців», що призвело надалі до зміни та їх уряду. У порушенні Указу Верховного Правителя адмірала Колчака про передачу повноти всієї влади на Східній околиці Росії Семенов був усунений від влади.

## Еміграція
У Японії мешкав у місті Нагасакі, де знімав окрему садибу. Тісно співпрацював з японськими військовими та претендував на роль лідера військової білої еміграції на Далекому Сході, не хотів визнавати РОВС.
Після утворення 1932 року підконтрольної Японії держави Маньчжоу-Го Семенов знову намагається повернутися у політику. Японці надали отаману будинок у Дайрені, де він прожив до серпня 1945 року, і призначили щомісячну пенсію 1000 золотих ієн. Очолював Далекосхідний союз козаків.

З 1934 року брав участь у заходах Бюро у справах російських емігрантів у Маньчжурській імперії (БРЕМ), фактично японським центром підготовки розвідувально-диверсійних груп з числа білоемігрантів для закидання на територію СРСР. Показання генерала Л. Ф. Власієвського, зроблені з 26 по 30 серпня 1946 року в ході судового слідства у Військовій колегії Верховного суду СРСР, свідчать про те, що 
"отаман Г. Семенов зустрічався в Мукден з головою японської військової місії в Харбіні генералом Андо для рішення питання про об'єднання всіх емігрантів у єдину організацію шляхом створення Бюро у справах російських емігрантів у Маньчжурії з метою консолідації білоемігрантських сил Далекому Сході для боротьби з радянською владою" .
Про значення цього кроку говорить той факт, що до створення Бюро у справах російських емігрантів у Маньчжурії було понад 50 емігрантських організацій, які не мали центрального керівництва. Бюро у справах російських емігрантів у Маньчжурії складалося з 5 відділів: друку та освіти, військової підготовки, розвідки та контррозвідки, постачання та благодійності. Причому на чолі 1-го відділу стояв генеральний секретар Російського фашистського союзу (РФС, Російська фашистська партія)Констянтин Родзаєвський, а розвідку та контррозвідку очолював член бюро РФС М. А. Матковський . При кожному відділі був японський радник. Загальне керівництво радниками покладалося на Окачі - секретаря начальника японської військової місії в Харбіні генерала Аікуса. З протоколу допиту Г. Семенова від 27 жовтня 1945 р. випливає, що на курсах БРЕМ здійснювалося вивчення термінології, прийнятої в СРСР, саперна справа, проводилися тренування з організації вибухів мостів та збору військових відомостей, відпрацьовувалися навички володіння холодною та вогнепальною зброєю. У цьому ж протоколі йдеться про створення курсів розвідників при редакції фашистського журналу «Нація», де з 1934 по 1938 р. пройшли підготовку 200 емігрантів, які покинули СРСР.

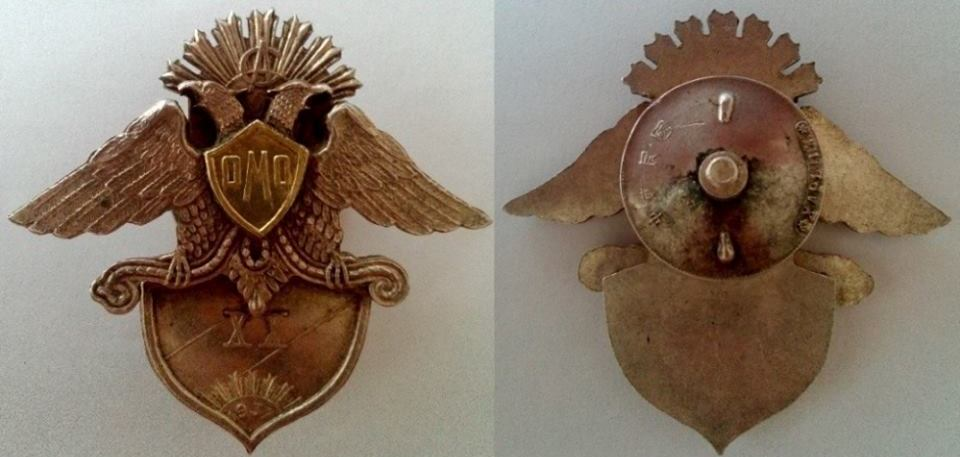
Ювілейний знак Особливого Маньчжурського загону на честь його 20-річчя. Срібло, золочення; Харбін (Китай), 1937 рік.

У 1937 році на ознаменування 20-річчя від дня утворення ОМО генералом Семеновим було засновано ювілейний Знак Особливого Манчжурського загону. Виготовлені з 1937 по 1941 роки  ювілейні знаки Особливого Маньчжурського загону видавалися колишнім отаманом Р. М. Семеновим без будь-яких документів на право носіння, але під суворий запис. Знаки збиралися з трьох частин (основа зі щитком покритим емаллю або без, орел і щит), виготовлені були штампом, зі срібла та посрібленої бронзи в Харбіні (Китай), носилися на гвинті. Деякі елементи (висхідне сонце, щиток на грудях орла) могли мати у ряді випадків - золочення.
1938 року в Харбіні вийшла його книга мемуарів «Про себе: Спогади, думки та висновки».

### Арешт підрозділами НКВС
У серпні 1945 року, після розгрому радянськими військами Японії, Семенов був заарештований у Маньчжурії. За поширеною легендою, японський льотчик, який пілотував літак, в якому знаходився отаман, помилився і випадково посадив машину на аеродромі Чанчуня, вже зайнятому радянськими військами. Але молодша дочка отамана Єлизавета Григорівна Явцева (уроджена Семенова) у 2001 році розповіла газеті «Праця» (2001, 25 квітня) інші подробиці арешту батька, за її словами, Григорія Семенова було захоплено 22 серпня 1945 року спеціальним десантом радянських спецслужб на своїй віллі в китайському місті Дайрені. При цьому отаман мав довгу і ґрунтовну розмову з офіцерами НКВС.
За столом сиділи довго, пили чай, розмовляли. Коли все закінчилося, хтось із військових запитав: «Ну а яких же переконань ви, панове, дотримуєтеся зараз?». Не ручаюся за дослівність, але батько і Жуковський одностайно відповіли приблизно таке: «Все тих же, що й у громадянську війну, за які у вас розстрілюють. Ми — російські офіцери, ми давали присягу Вірі, Царю та Батьківщині і їй, цій присязі, залишилися вірними — революцію не прийняли і боролися з більшовизмом до останньої можливості…»
Проте, в оповіданні дочки отамана Семенова є неточності. Згідно радянських архівів, перший радянський десант у Далекому (Дайрені япон., Даляни кит.)  висадився вранці 22 серпня 1945 року 27 літаками 117-го авіаційного полку, чисельність десанту – понад 950 осіб, командир - генерал-майор А. А. Яманов із завданням захопити порт, портові споруди та склади, не допустити виходу в море суден, що знаходяться в порту, перервати залізничне сполучення. Другий десант був висаджений парашютним способом у Далекому (Дайрені япон., Даляни кит.)  близько 17:00 22 серпня в районі аеродрому, що знаходиться за містом, із завданням захопити аеродром і не допустити вильоту японських бойових та транспортних літаків. Посадка радянських літаків на цей аеродром розпочалася лише 24 серпня. Десанти в Далекому діяли настільки стрімко, що японський гарнізон мало чинив опору, жодних спеціальних десантів для захоплення колишнього отамана Семенова не було.
Місце проживання Семенова вказав консул СРСР в Далекому М. Жуковський. У першій із трьох легкових машин, які привезли радянських офіцерів до будинку Семенова, знаходився водій М. Жуковського, який вказав дорогу. Радянські офіцери прибули на автомашинах, захоплених у порту Далекого та в японського коменданта міста. Крім Семенова, було заарештовано низку членів Російського Фашистського Союзу (забороненого японцями в 1943 році після того, як з'ясувалося, що серед його членів є агенти НКВС, які працюють в Бюро у справах російських емігрантів в Маньчжурській імперії і користувалися підтримкою японських Китаю та Маньчжурії для збору розвідувальної інформації на користь СРСР). Основні частини Червоної армії увійшли до Далекого у другій половині дня 23 серпня 1945 року. Арешт Семенова було здійснено 24 серпня. Цього ж дня він літаком, разом із групою інших заарештованих, був доставлений на територію СРСР . Дочка Семенова стверджувала, що батька заарештували 22 серпня, а 26 серпня навіть відпускали додому. Вона також розповідала, що її батько мав 14 нагород за подвиги, здійснені під час Першої світової війни, але в жодному з джерел інформації про Семенова, в тому числі і його книгу «Отаман Семенов. Про себе. Спогади, думки та висновки 1904—1921» такої кількості нагород не згадується.
За ще однією версією, Семенов за всіх регалій у парадній формі з шашкою зустрів радянські війська на залізничному вокзалі, де і був заарештований . Ця версія ніким не підтверджується (на сайті ФСБ Росії розміщено газетну статтю В. Соцкова, в якій він навів цю версію без жодного підтвердження). Тим більше, що після висадки радянського парашутного десанту в Мукдені (Шеньяні) 19 серпня 1945 і заняття його основними силами Червоної армії 20 серпня залізничного сполучення з Далянем (Дайреном) і Люйшунем ( Порт-Артуром ) не було . Імовірною причиною того, що Семенов залишився в Дайрені, є те, що він не очікував подальшого просування частин Червоної армії в напрямку Порт-Артура і Дайрена після видання 17 серпня 1945 наказу про капітуляцію японської Квантунської армії (14 серпня Японія офіційно прийняла умови беззастережної, заснованої на Потсдамській декларації від 26 липня 1945 року) та припинення основних бойових дій Маньчжурської операції Червоної армії 20 серпня 1945 року.

## Суд та страта

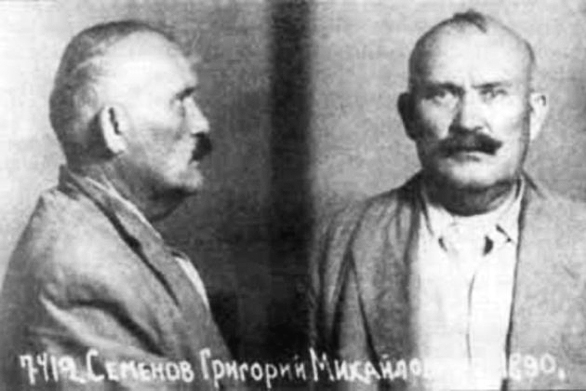
Отаман Семенов після арешту. Фотографія НКВС. 1945 р.

Майже рік органи СМЕРШ та МДБ вели слідство. В одну справу були об'єднані наступні особи: Г. М. Семенов, К. В. Родзаєвський, генерал Л. Ф. Власьєвський, генерал А. П. Бакшеєв, І. А. Михайлов, Л. П. Охотін, князь Н. А. Ухтомський і Б.Н. Шепунов. Суд, що почався 26 серпня 1946 р., широко висвітлювався в радянській пресі. Відкрив його голова Військової колегії Верховного Суду СРСР В. В. Ульріх. Підсудним було висунуто звинувачення в антирадянській агітації та пропаганді, шпигунстві проти СРСР, диверсіях, тероризмі. Усі підсудні визнали свою провину. 30 серпня Військова колегія визнала підсудних винними: за вироком отаман Г. М. Семенов виходячи з Указу Президії Верховної Ради СРСР від 19 квітня 1943 р. було засуджено до страти з конфіскацією майна як «ворог радянського народу» і активний посібник японських агресорів. Власьевський, Родзаєвський, Бакшеєв і Михайлов було засуджено до розстрілу з конфіскацією майна. Князь Ухтомський і Охотін, «враховуючи їх порівняно меншу роль в антирадянській діяльності», засуджені до 20 і 15 років каторжних робіт, відповідно, з конфіскацією майна (обидва померли в таборах: Охотін помер у 1948 р., князь Ухтомський - 18 серпня).
Генерал Л. Ф. Власьєвський: «Семенов — людина без певних політичних переконань, політичний фантазер з великими авантюристичними нахилами, але в жодному разі не людина реальної політики» .
Генерал А. П. Бакшеєв: «У Семенова було більше ворогів, ніж друзів. Він наробив багато помилок майже державного масштабу. Але виступити проти нього ми не могли, нас звинуватили б у зраді Японії, яка, крім Семенова, нікого не підтримуватиме. Після 2-го емігрантського з'їзду начальник японської військової місії в Харбіні дав бенкет на честь Семенова, що показало погляд японців на Семенова як на главу еміграції » .
30 серпня 1946 року о 23 годині Семенов був повішений, вирок виконано у Москві.

### Переслідування дітей та перегляд вироку
За словами дочки отамана Єлизавети Явцевої, через два роки і одинадцять місяців після арешту батька (24 липня 1948 р.), всі три дочки Семенова - вона, Олена і Тетяна - були також заарештовані, вивезені до Союзу, так звані «внутрішні в'язниці МДБ», а потім у сибірські табори. Синів отамана, В'ячеслава та Михайла, забрали слідом за батьком того ж 1945 року. Усіх дітей Семенова засудили до 25 років ув'язнення, крім Михайла, інваліда дитинства, розстріляного в Уссурійську 18 березня 1947 року.
4 квітня 1994 року стосовно Г. М. Семенова, а 26 березня 1998 р. щодо решти семи підсудних Військова колегія Верховного Суду Росії переглядала кримінальну справу. За статтею 58-10 ч. 2 (антирадянська агітація і пропаганда) КК РРФСР справу стосовно всіх підсудних було припинено за відсутністю складу злочину, в решті вироку залишено в силі, а підсудні визнані такими, що не підлягають реабілітації .

## Сім'я
Перша дружина - Зінаїда Дмитрівна (ур. Манштейн, 11 листопада 1895 - 30 березня 1945). Друга дружина - Олена Вікторівна (ур. Терситська) - убита в місті Челябінську за нез'ясованих обставин, 1982 р.
- В'ячеслав (1915 - 14.10.1993). Був засуджений до 25 років позбавлення волі. Звільнений у 1956. Реабілітовано.
- Олена (1921, Порт-Артур - 2000, Новоросійськ). У 1948 р. засуджено до 25 років позбавлення волі (ст. 19-58-1 "а" та 58-11 КК РРФСР). Реабілітована. Понад 46 років перебувала у в'язницях та психіатричних лікарнях. Останні роки проживала у сім'ї сестри Тетяни. Син Григорій (23.09.1942, Харбін; його доля невідома).
- Михайло (1922, Ціндао, Китай - 18.03.1947, Уссурійськ). Інвалід дитинства. Застрелено під час етапування в табір.
- Тетяна (1928, Йокогама - 04.06.2011, Новоросійськ). У 1948 р. засуджено до 25 років позбавлення волі (ст. 19-58-1 "а" та 58-11 КК РРФСР). Звільнена у 1956. Реабілітована. Діти: Веніамін (1948-1961; народився в Тайшеті в Озерлазі ), Єлизавета (р.1955), проживає в Австралії.
- Єлизавета (24.11.1929, Йокогама - 27.03.2012, Сідней). У 1948 р. засуджено до 25 років позбавлення волі (ст. 19-58-1 "а" та 58-11 КК РРФСР). Звільнена у 1956. Реабілітована. Діти: Тетяна (нар. 1957), Микола (нар. 1960). Проживають у Австралії.
- Валентина (нар. 1943). Мешкає в Австралії.

## У літературі та мистецтві
- Семенов Г.М. Отаман Семенов. Про себе. Спогади, думки та висновки. 1904 - 1921. М.: Центрполіграф, 2007 - 304 с. ISBN 978-5-9524-2694-8
- Стенькін В.С. Під чужим небом. Улан-Уде: Бурятське книжкове видавництво, 1976
- Пам'яті отамана Семенова присвячена пісня рок-гурту «Калинів Міст» «Азіатська» з альбому «Крижаний похід».
- У регіональному конкурсі «Великі люди Забайкалля» (2009 рік) отаман Семенов здобув перемогу у першому турі (перше місце з дванадцяти фіналістів), але його кандидатуру було знято до фінального голосування.

## Нагороди
- Орден Святого Георгія 4-го ступеня (ВП 11.11.1914)
- Орден Святого Станіслава 3-го ступеня з мечами та бантом (ВП 9.05.1916)
- Орден Святого Станіслава 2-го ступеня з мечами (ВП 11.05.1916)
- Орден Святої Анни 2-го ступеня з мечами (ВП 31.05.1916)
- Орден Святої Анни 3-го ступеня з мечами та бантом (ВП 27.06.1916)
- Георгіївська зброя (ВП 26.09.1916)
- Орден Святої Анни 4-го ступеня з написом «За хоробрість» (ВП 3.11.1916)

## Твори
- Семенов Г. М. Про себе: Спогади, думки та висновки. М., 2002.

## Отаман Семенов у мистецтві
- Роман Юліана Семенова « Пароль не потрібен » (1966).
- Даурія (фільм) (1971), роль виконує Зіновій Юхимович Гердт
- Повість Василя Стенькіна «Під чужим небом» (1976).
- Телесеріал « Адмірал » (2008), роль виконує Андрій І
- Телесеріал " Ісаєв ", частина 2-а "Пароль не потрібен" (2009).
- Роман Бориса Акуніна "Просто Маса" (2020).